# Рафаель Берхес
Рафаель Берхес (ісп. Rafael Berges, нар. 21 січня 1971, Кордова) — іспанський футболіст, що грав на позиції захисника, зокрема, за «Сельта Віго».
Олімпійський чемпіон 1992 року.

## Клубна кар'єра
Народився 21 січня 1971 року в місті Кордова. Вихованець футбольної школи місцевої «Кордови».
У дорослому футболі дебютував 1991 року виступами за команду «Тенерифе», в якій провів два сезони, взявши участь у 40 матчах чемпіонату. 
Своєю грою за цю команду привернув увагу представників тренерського штабу клубу «Сельта Віго», до складу якого приєднався 1993 року. Відіграв за клуб з Віго наступні вісім сезонів своєї ігрової кар'єри. За цей час виборов титул володаря Кубка Інтертото.
Завершував ігрову кар'єру в рідній «Кордові», за яку виступав протягом 2001—2002 років.

## Виступи за збірні
1991 року провів одну гру за молодіжну збірну Іспанії.
1992 року залучався до лав олімпійської збірної Іспанії і був учасником домашніх для іспанців Олімпійських іграх 1992 року, на яких вони здобули «золото».

## Титули і досягнення
- Володар Кубка Інтертото (1):

«Сельта Віго»: 2000
- Олімпійський чемпіон (1):

Іспанія: 1992